# ارلا تریسی
ارلا تریسی (انگلیسی: Orla Treacy)؛ فعال حقوق بشر اهل ایرلند است. او مدیر یک مدرسه شبانه‌روزی در سودان جنوبی می‌باشد که در شرایط جنگی برای آموزش زنان تلاش کرده و از ازدواج دختران خردسال جلوگیری کرده‌است. وی برندهٔ جوایزی همچون جایزه بین‌المللی زنان شجاع سال ۲۰۱۹ شده‌است.